# Base Wilkes

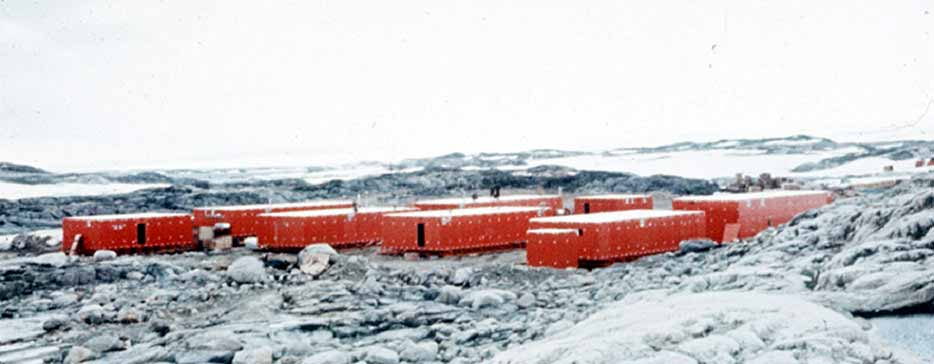
Base Wilkes en 1957.

La Base Wilkes (en inglés: Wilkes Station) fue una estación de investigación científica de Australia ubicada en la bahía Newcomb de la costa Budd en la Tierra de Wilkes, Antártida. El 29 de enero de 1957 los Estados Unidos inauguró la base con motivo del Año Geofísico Internacional, y el 7 de febrero de 1959 fue transferida a Australia. En 1969 la estación fue cerrada al ser creada la Base Casey a 2 km de ella.
El personal de la Marina de los Estados Unidos construyó la parte principal de Wilkes en un período de 16 días en enero y febrero de 1957, descargando 11 000 toneladas de material y suministros. Se necesitó una cuadrilla de más de 100 personas para erigir la estación que albergó a 24 miembros del personal naval y científicos durante los próximos 18 meses. Ya que en ese momento estaba en auge la Guerra Fría, había una considerable preocupación por Estados Unidos y Australia sobre la actividad de la Unión Soviética en la Antártida, y se pensó en establecer una base cercana al polo magnético sur.
El 7 de febrero de 1959 Australia asumió la custodia de Wilkes, que seguía siendo propiedad del Departamento de Estado de los Estados Unidos. Aunque Australia asumió oficialmente el mando operacional, el remanente personal estadounidense no quedó bajo el control de Australia. A partir de 1961 la estación quedó bajo el control exclusivo de Australia.
Para 1964 los edificios se habían convertido en un peligro de incendio debido a la filtración de combustible, y la estación estaba enterrada por la nieve y el hielo. La Base Casey fue creada en su reemplazo a unos dos kilómetros de la bahía al sur de Wilkes, que fue clausurada en 1969.
La Base Wilkes está ahora casi permanentemente congelada en hielo y solo ocasionalmente se revela durante un gran deshielo cada cuatro o cinco años. Muchos objetos permanecen incrustados en el hielo, y los visitantes a menudo pueden ver los restos de la estación a través del hielo.
La Base Wilkes tenía una base satélite en el domo Law, la Base S2 (S2 Station o Station 2) (66°31′S 112°12′E / -66.517, 112.200) a 80 km de la base principal. Fue transferida también a Australia y luego cerrada en 1966. Además de la estación S2, la Base Wilkes tiene otras dos bases satélites a una distancia de 8 y 21 km respectivamente de la base principal. En ellas se llevan a cabo investigaciones meteorológicas.